# Rhipidomys nitela
La rata escaladora del Orinoco (Rhipidomys nitela) es una especie de roedor sigmodontino de América del Sur. Habita en zonas de  Brasil, Guyana francesa, Guyana, Surinam y Venezuela.

## Distribución
Se encuentra en elevaciones bajas (por debajo de 1.400m). Habita en las Tierras Altas de Guayana y las tierras bajas boscosas adyacentes. Su rango está delimitado por los ríos Orinoco, Negro y bajo Amazonas, y la costa atlántica.